# Сирси, Ник
Ник Сирси (англ. Nick Searcy; род. 7 марта 1959, Каллоухи) — американский актёр, получивший широкую известность благодаря роли маршала Арта Малена в сериале «Правосудие».

## Биография
Сирси родился 7 марта 1959 в Каллоухи в Северной Каролине, где окончил старшую школу. Затем поступил в школу искусств там же и окончил Университет Северной Каролины в Чапел-Хилл со специализацией «Английский язык».
С 1982 по 1989 год жил в Нью-Йорке, где играл на площадках Бродвея. Участвовал в постановках «Иисус Христос — суперзвезда», «Кабаре», «Парни и куклы». После возвращения в Северную Каролину стал участвовать в местных театральных постановках. Получил небольшие роли в кинофильмах «Дни грома», «Повелитель приливов», «Жареные зелёные помидоры».
Сирси снялся в нескольких телевизионных сериалах. Получил периодическую роль в «Аллея Громма» и постоянную в «Американской готике» и гостевую в сериалах «Убийство» и «Детектив Нэш Бриджес». С 1998 по 2001 год снимался «Семь дней», с 2004 по 2006 снимался в сериале «Родней». В 2014 году принял участие в съёмках сериала Искусственный интеллект.
Летом 1996 года Сирси выступил в качестве продюсера, режиссера и актера в постановке «Парадайз-Фоллз», написанной по сценарию Шона Бриджеса, в результате они выиграли премию «Голливудское открытие» на Голливудском кинофестивале в номинации «лучший художественный фильм».
В 2004 году Сирси работал в месте с Шоном Пеном над картиной «Покушение на Ричарда Никсона», они отлично справились с работой несмотря на диаметрально противоположные политические взгляды.
В 2010 году исполнил роль маршала Арта Малена, своего рода суррогатного отца для главного героя сериала «Правосудие» Рейлана Гивенса, сыгранного Тимати Олифантом.

## Личная жизнь
Сирс живёт в Северной Калифорнии вместе с женой актрисой Лесли Рили, и их двумя детьми, Хлоей и Омаром.

## Фильмография
- 2019 — «Невозможно поверить» / Unbelievable
- 2019 — «Горячая зона» / The Hot Zone
- 2017 — «Три билборда на границе Эббинга, Миссури» / Three Billboards Outside Ebbing, Missouri'
- 2016 — «11.22.63» / 11.22.63
- 2016 — «Интеллект» / Intelligence
- 2012 — «Игра на выживание» / Gone
- 2011 — «Человек, который изменил всё» / Moneyball
- 2010 — «Спецагент Арчер» / Archer
- 2010 — «Правосудие» / Justified
- 2010 — «Последняя песня» / The Last Song
- 2009 — «Голая правда» / The Ugly Truth
- 2008 — «На крючке» / Eagle Eye — Дэвид Джонсон
- 2007 — «Чужой лес» / Timber Falls
- 2000 — «Изгой» / Cast Away
- 1998 — «Семь дней» / Seven Days
- 1994 — «Нелл» / Nell
- 1993 — «Беглец» / The Fugitive
- 1993 — «Карточный домик» / House Of Cards
- 1993 — «Настоящая Маккой» / The Real McCoy
- 1991 — «Жареные зелёные помидоры» / Fried Green Tomatoes
- 1991 — «Повелитель приливов» / The Prince Of Tides
- 1990 — «Дни грома» / Days of Thunder